# Furlong
Furlong – skrót fur, anglosaska, archaiczna jednostka długości.
Furlong obejmuje 1/8 mili, 10 łańcuchów, 40 prętów, 220 jardów lub 660 stóp, co daje 201,168 metra.
Podobną jednostką są staropolskie staje oraz starożytny stadion; na morzu kabel.